# Danh sách những trò mà Đức Phật sẽ không chơi
Danh sách trò chơi của Đức Phật là danh mục các trò chơi mà Đức Phật Thích Ca Mâu Ni được cho là đã nói rằng ông sẽ không chơi và khuyên các đệ tử cũng không nên chơi, vì ông tin rằng chúng là "nguyên nhân dẫn đến sự sao nhãng".  Danh sách này có niên đại từ thế kỷ thứ 6 hoặc thứ 5 trước Công nguyên và là danh mục trò chơi sớm nhất từng được biết đến.
Có một số tranh cãi về cách dịch tên một số trò chơi được đề cập. Danh mục dưới đây được dựa trên bản dịch của TW Rhys Davids từ Kinh Phạm Võng theo đúng thứ tự trong bản gốc.  Danh mục này được sao chép trong một số kinh cách Phật giáo cổ khác, bao gồm cả Luật tạng.
1. Trò chơi trên bàn cờ 8 hoặc 10 hàng, được cho là ám chỉ trò ashtapada và dasapada ; tuy nhiên, các chú giải tiếng Sinhala sau này cũng cho rằng những bàn cờ này cũng được dùng cho những trò có dùng xúc xắc.[2]
2. Cũng là những trò trên được chơi được chơi trên bàn cờ tưởng tượng. Akasam astapadam (astapada trên trời) là một biến thể của trò astapada được chơi mà không cần bàn cờ, được cho là đề cập sớm nhất đến dạng cờ tưởng.[5]
3. Vẽ sơ đồ trên sàn và người cơi chỉ được bước vào các ô nhất định. Luật Tạng mô tả là "vẽ các vòng tròn và đường trên mặt đất, không được bước vào các đường phải tránh". Rhys Davids cho rằng điều này nhắc đến trò parihāra-patham, một dạng của trò nhảy lò cò.
4. Trò rút hoặc thêm que vào đống que mà không làm đổ (tương tự trò rút gậy hiện nay).
5. Trò tung xúc xắc.
6. Nhúng tay vào thuộc nhuộm hoặc nước bột, in lên tường hoặc đất, đoán hình dạng được tạo ra (voi, ngựa,...)
7. Trò chơi sử dụng bóng.
8. Thổi qua ống đồ chơi làm từ lá cây.
9. Cày ruộng bằng đồ chơi cày đất.
10. Chơi với đồ chơi cối xay gió làm từ lá cọ .
11. Chơi với dụng cụ làm từ lá cọ.
12. Chơi xe đồ chơi.
13. Chơi cung tên đồ chơi.
14. Đoán chữ cái được viết bằng ngón tay trong không khí hoặc lưng người chơi. (chữ Brahmi)
15. Đoán suy nghĩ bạn bè.
16. Bắt chước những dị tật của người khác.

Mặc dù trò cờ vua hiện đại chưa được tạo ra vào thời điểm danh sách này được viết, nhưng những trò tương tự như cờ chaturaji có thể đã tồn tại. HJR Murray trích dẫn bản dịch năm 1899 của Rhys Davids, lưu ý rằng trò chơi bàn cờ 8×8 rất có thể là ashtapada, trong khi trò chơi 10×10 là dasapada . Ông cho rằng cả hai đều là trò cờ đua ngựa.

## Đề cập trong Kinh điển Pali
Danh sách đầy đủ được nhắc lại nhiều lần trong kinh Trường bộ trong đoạn 'Phần Trung Tịnh về Giới Hạnh'. Đoạn này trình bày những khác biệt mà Đức Phật và các đệ tử thực hành khác biệt với các đạo sĩ Bà-la-môn và các đạo sỹ khổ hạnh khác.
- Kinh Phạm võng ( DN 1)
- Kinh Sa môn quả (Sāmaññaphala) (DN 2)
- Kinh A-ma-trú (Ambaṭṭha) (DN 3)
- Kinh Chủng Đức (Soṇadaṇḍa) (DN 4)
- Kinh Cứu-la-đàn-đầu (Kūṭadanta) (DN 5)
- Kinh Ma-ha-li (Mahāli) (DN 6)
- Kinh Xa-li-da (Jāliya) (DN 7)
- Kinh Ca Diếp sư tử hống (Mahāsīhanāda) (DN 8)
- Kinh Tu-ba (Subha) (DN 10)
- Kinh Kiên-cố (Kevaṭṭa) (DN 11)
- Kinh Tam Minh (Tevijja) (DN 13)

Danh sách này cũng xuất hiện hai lần trong Luật tạng: một lần trong Suttavibhanga để minh họa các hành vi không phù hợp với đời sống phạm hạnh của một Tỳ-kheo và một lần trong Cullavaga trong nội dung thảo luận liên quan đến thủ tục trục xuất Tăng sỹ khỏi khu vực, danh mục được dùng để nêu bật những hành vi gây rối loạn hay làm mất uy tín của Tăng đoàn, có thể dẫn đên việc bị xử lý theo luật.
Một phiên bản rút gọn cũng xuất hiện trong ít nhất hai bộ kinh khác: Kinh Upāli trong Tăng Chi Bộ và Kinh Mahātaṇhāsaṅkhaya trong Trung bộ kinh.